# Willenbergstollen
Der Willenbergstollen bei Zingsheim, Kreis Euskirchen, wurde im Zweiten Weltkrieg angelegt. Es handelt sich vermutlich um einen ehemaligen Flakstollen, der zur Wassererfassung und als Sanitätsstollen diente. Er verfügt über mehrere Seitengänge und dient heute mindestens fünf Fledermausarten als Winterquartier. Die Bechsteinfledermaus kommt regelmäßig vor. Die Fläche wurde als FFH-Gebiet ausgewiesen (DE-5405-308).